# Bezirk Chotěboř
Der Bezirk Chotěboř (tschechisch Okresní hejtmanství Chotěboř) war ein Politischer Bezirk im Königreich Böhmen. Der Bezirk umfasste Gebiete in Mittelböhmen im heutigen Kraj Vysočina, (Okres Havlíčkův Brod bzw. Okres Žďár nad Sázavou). Sitz der Bezirkshauptmannschaft war die Stadt Chotěboř. Das Gebiet gehörte seit 1918 zur neu gegründeten Tschechoslowakei und ist seit 1993 Teil Tschechiens.

## Geschichte
Die modernen, politischen Bezirke der Habsburgermonarchie wurden 1868 im Zuge der Trennung der politischen von der judikativen Verwaltung geschaffen.
Der Bezirk Chotěboř wurde 1868 aus Gerichtsbezirk Chotěboř (tschechisch soudní okres Chotěboř) gebildet.
Der Gerichtsbezirk Přibyslau gehörte hingegen zunächst Bezirk Polna.
Mit der Errichtung des Bezirks Königliche Weinberge wurde der Bezirk Polna aufgelöst und der Gerichtsbezirk Přibyslau kam an den Bezirk Chotěboř, wobei diese Änderung per 1. Oktober 1884 rechtswirksam wurde.
Im Bezirk Chotěboř lebten 1869 30.295 Personen, wobei der Bezirk ein Gebiet von 5,7 Quadratmeilen und 49 Gemeinden umfasste.
1900 beherbergte der Bezirk 45.338 Menschen, die auf einer Fläche von 539,07 km² bzw. in 77 Gemeinden lebten.
Der Bezirk Chotěboř umfasste 1910 eine Fläche von 539,08 km² und eine Bevölkerung von 46.790 Personen. Von den Einwohnern hatte 1910 46.427 Tschechisch und 284 Deutsch als Umgangssprache angegeben. Des Weiteren lebten im Bezirk 79 Anderssprachige oder Staatsfremde. Zum Bezirk gehörten zwei Gerichtsbezirke mit insgesamt 78 Gemeinden bzw. 98 Katastralgemeinden.